# 李勇 (1951年生の政治家)

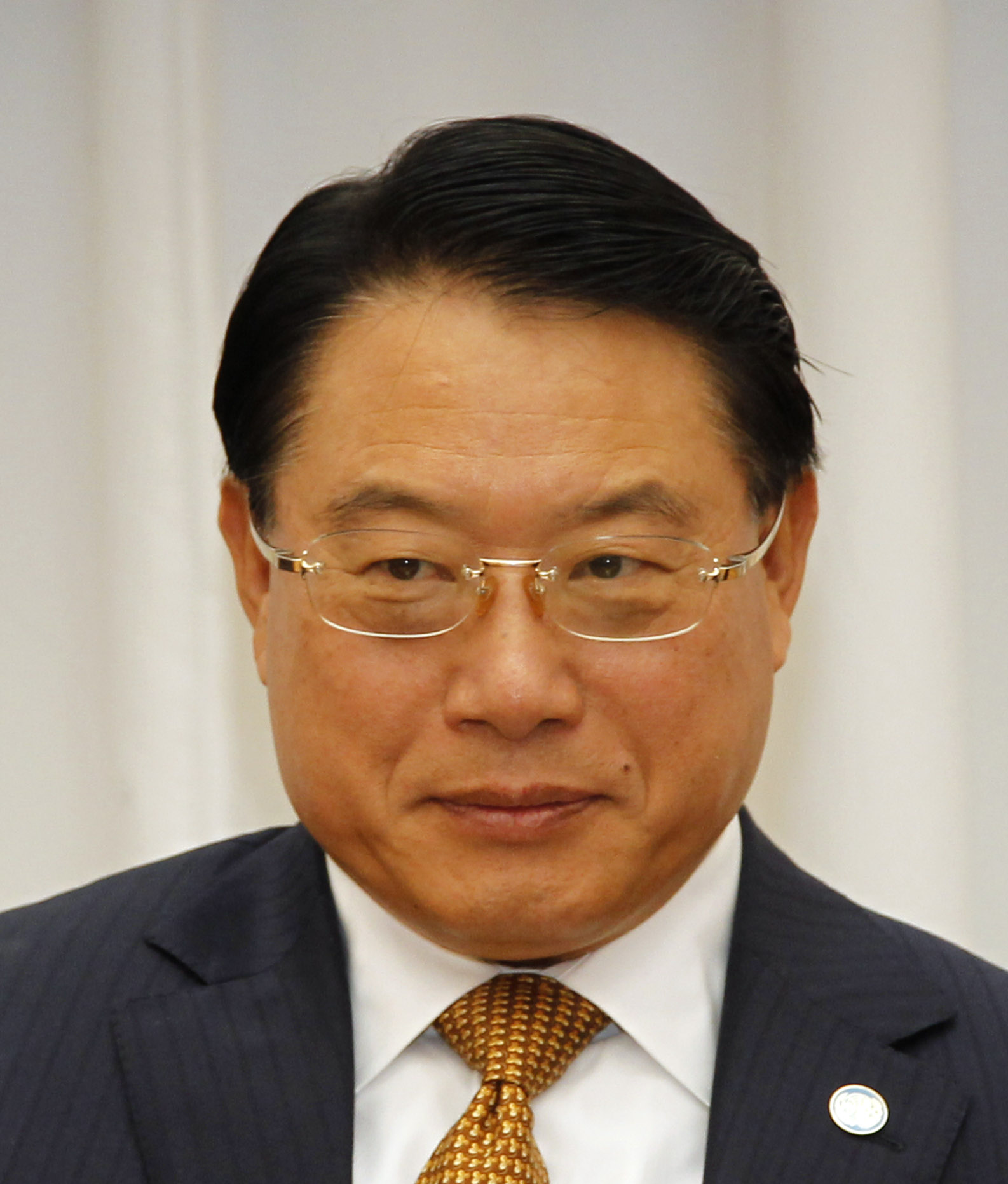
リー・ヨン（2016)

李勇（り ゆう、Li Yong、1951年 - ）は、中華人民共和国の政治家、漢民族。国際連合工業開発機関 (UNIDO) 事務局長。
浙江省竜泉生まれ。1973年に中国共産党に入党した。1985年から1989年まで、国際連合中国代表を務めた。
中華人民共和国財政部（財務省に相当）では、2002年から2003年まで財務次官補、2003年から2013年まで財務次官を務めた。
2013年6月に国際連合工業開発機関 (UNIDO) の事務局長に選出された。